# A23高速公路 (法國)
A23高速公路是法国北部的一条高速公路，原称C27，全长43千米，于1978年建成通车。本高速始于里尔西北，至瓦朗謝訥。A23与A1和A2相连。